# Cardamine fulcrata
Cardamine fulcrata är en korsblommig växtart som beskrevs av Edward Lee Greene. Cardamine fulcrata ingår i släktet bräsmor, och familjen korsblommiga växter.

## Underarter
Arten delas in i följande underarter:
- C. f. fulcrata
- C. f. scabra